# Charles Macklin
Charles Macklin (Culdaff, 26 settembre 1699 – Londra, 11 luglio 1797) è stato un attore teatrale irlandese.
Cathal MacLochlainn, nome originario di Macklin, è stato un attore e drammaturgo nato a Culdaff, un villaggio della penisola Inishowen della Contea di Donegal, parte della provincia dell'Ulster nel nord dell'Irlanda. Charles Macklin è stato uno dei più illustri attori del suo tempo, sia nella tragedia che nella commedia. Nel 1740 circa, Macklin interpretò il ruolo di Shylock in un modo del tutto nuovo, rendendo il personaggio a tal punto feroce ed insidioso che il pubblico ne rimase sconvolto. Infatti il pubblico era abituato ad una interpretazione del personaggio in termini comici, la rivisitazione e la restaurazione di gran parte del testo di Shakespeare catturarono l'immaginario della gente. Alexander Pope scrisse: "Questo è proprio l'Ebreo che Shakespeare tracciò nel suo dramma".

## Biografia

### Primi anni
Da giovane ebbe una vita avventurosa dedicandosi ad attività sportive quali il nuoto e la boxe; si disse che quest'ultima attività lo avesse reso più brutto di quel che per sua nascita fosse.

## Attore
Macklin fece la gavetta come attore in compagnie itineranti per la provincia inglese, tuttavia il suo pesante accento di irlandese del nord fu un ostacolo sulla via del successo. La sua prima apparizione su di un vero palcoscenico avvenne a Bristol nell'interpretazione di Richmond nel Riccardo III. Nel 1725 recitò al Lincoln's Inn Fields, nel 1733 venne ingaggiato presso il Theatre Royal, Drury Lane, qui riuscì a recitare in parti interessanti che aveva facilmente a seguito delle liti tra il gestore e i principali attori. L'esperienza che andava facendo lo aiutò a perdere l'accento d'origine e, inoltre, abbandonò il Cattolicesimo di sua madre ed aderì all'Anglicanesimo di suo padre.

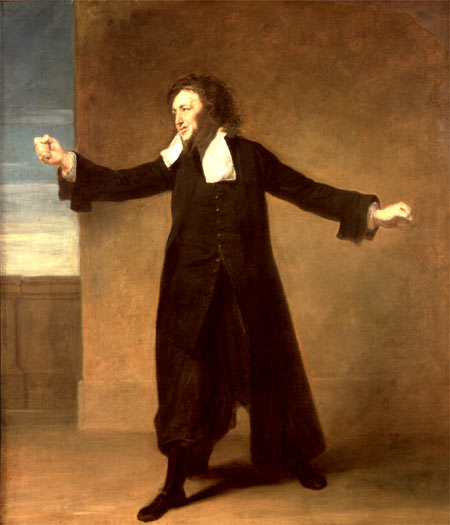
Charles Macklin interpreta Shylock in Il mercante di Venezia di Shakespeare

Macklin si oppose alla interpretazione di Shylock, l'ebreo usuraio, nelle vesti di un personaggio comico, come era stato fatto per mezzo secolo; egli si preparò per questo ruolo seguendo quasi un Metodo Stanislavskij ante litteram, alla pari di un attore moderno si interessò e fece ricerche su vita e costumi degli ebrei italiani. Macklin debuttò il 14 febbraio 1741 in una rappresentazione che si rifaceva al testo originale di Il mercante di Venezia di Shakespeare. Il suo Shylock lo catapultò letteralmente fuori dall'oscurità rendendolo uno dei più famosi attori del suo tempo. Il re Giorgio II di Gran Bretagna assistette alla rappresentazione e ne rimase così scosso da non riuscire a chiudere gli occhi quella notte. Insieme a David Garrick, suo allievo, amico e socio, Macklin rivoluzionò il modo di recitare nel XVIII secolo. Garrick e Macklin alla fine si trovarono in una situazione alla metà degli anni quaranta del 1700 che avrebbe interrotto l'ascesa di Macklin e dato, invece, impulso a quella di Garrick. Macklin, allora direttore di scena al Drury Lane, fu coinvolto nel licenziamento di un attore. Quando gli attori, guidati da Garrick, furono costretti ad accettare le condizioni del proprietario dovettero abbandonare a sé stesso Macklin che, in qualità di direttore di scena, avrebbe dovuto sedare il boicottaggio degli attori. Macklin, un uomo che si era trovato già invischiato in un'accusa di omicidio, si sentì tradito da Garrick e dagli altri attori.
Macklin interpretò il ruolo di Shylock per i successivi cinquanta anni, così come Iago in Otello e lo Spettro del padre di Amleto. Nella commedia Volpone di Ben Jonson, recitò nel ruolo di Mosca. Macklin fu il creatore di Sir Pertinax Macsycophant, un famoso personaggio del genere burlesque; recitò il Macbeth al Covent Garden nel 1772, in una rappresentazione con tipici costumi scozzesi.

### Capacità mnemonica
Macklin sosteneva di avere una memoria tale da poter recitare parola per parola un paragrafo dopo averlo letto una sola volta. Per metterlo alla prova, nel 1755 Samuel Foote scrisse per lui The Great Panjandrum, un breve periodo strutturato in modo da essere particolarmente difficile da memorizzare. (Il termine Panjandrum è da allora entrato nel vocabolario inglese.)

## Drammaturgo
Macklin scrisse molte commedie, alcune fischiate ed alcune di successo, come Love a la Mode (1759), The School for Husbands, or The Married Libertine (1761), The Man of the World (1781). The True-Born Irishman (1763) fu un successo in Irlanda, ma un fiasco in Inghilterra.

## Matrimoni
Nel 1739, Macklin sposò la sua ex amante e attrice, Ann Grace. La loro figlia, Mary Macklin (circa 1734 – 1781), fu una ben nota attrice ai suoi tempi. La prima moglie morì nel dicembre del 1758; Macklin si risposò nell'anno successivo con una certa Elizabeth Jones.

## Problemi con la legge
Nel 1735 Macklin litigò con un collega attore di nome Hallam e accidentalmente uccise l'uomo spingendo il suo bastone nell'occhio di Hallam. Fu processato per omicidio, si autodifese e ottenne l'assoluzione.

## La fine
Non si può immaginare una morte più teatrale di quella di Charles Macklin. La mattina del giorno fatale, Macklin si alzò e come suo solito si bagnò dalla testa ai piedi con brandy caldo. Dopo un cambio completo di vestiti - egli andava a letto sempre vestito di tutto punto - e di lenzuola sembrava che si sentisse felice come un fringuello. Un po' più tardi si rimise di nuovo a letto, se ne stette tranquillo per circa un'ora, quando improvvisamente si rivolse alla moglie e gridò: "Lasciatemi andare!" ...e se ne andò.